# Pseudosedum multicaule
Pseudosedum multicaule là một loài thực vật có hoa trong họ Crassulaceae. Loài này được (Boiss. & Buhse) Borissova miêu tả khoa học đầu tiên năm 1933.